# Tenebroides
Tenebroides es un género de insectos coleópteros de la familia Trogossitidae. Mide de 3.2 a 12.3 mm. Hay alrededor de 150 especies de distribución mundial, especialmente neotropical.
Lista de especies de este género:
- Tenebroides americanus
- Tenebroides bimaculatus
- Tenebroides collaris
- Tenebroides corticalis
- Tenebroides crassicornis
- Tenebroides floridanus
- Tenebroides fuscus
- Tenebroides latens
- Tenebroides laticollis
- Tenebroides maroccanus Reitter, 1884 g
- Tenebroides mauritanicus (Linnaeus) i c g b
- Tenebroides nanus
- Tenebroides obtusus
- Tenebroides occidentalis
- Tenebroides opaca
- Tenebroides rectus
- Tenebroides rugosipennis
- Tenebroides semicylindrica
- Tenebroides sinuatus
- Tenebroides sonorensis
- Tenebroides soror
- Tenebroides tenuistriatus

## Galería

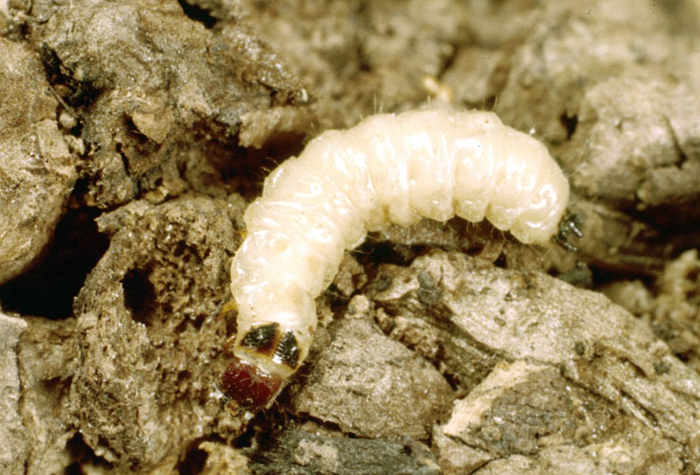
Larva de Tenebroides mauritanicus
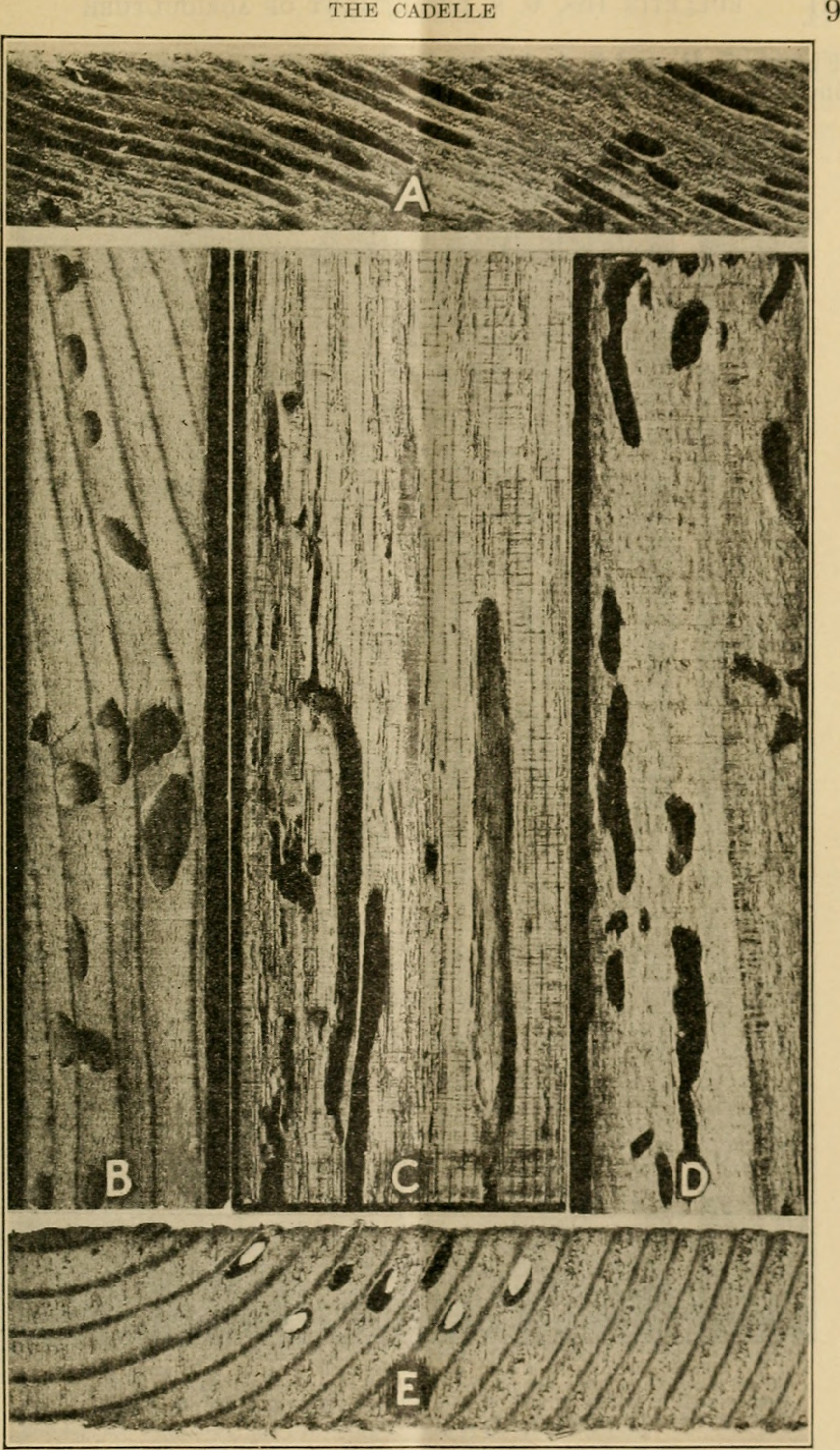
Daño causado en la madera
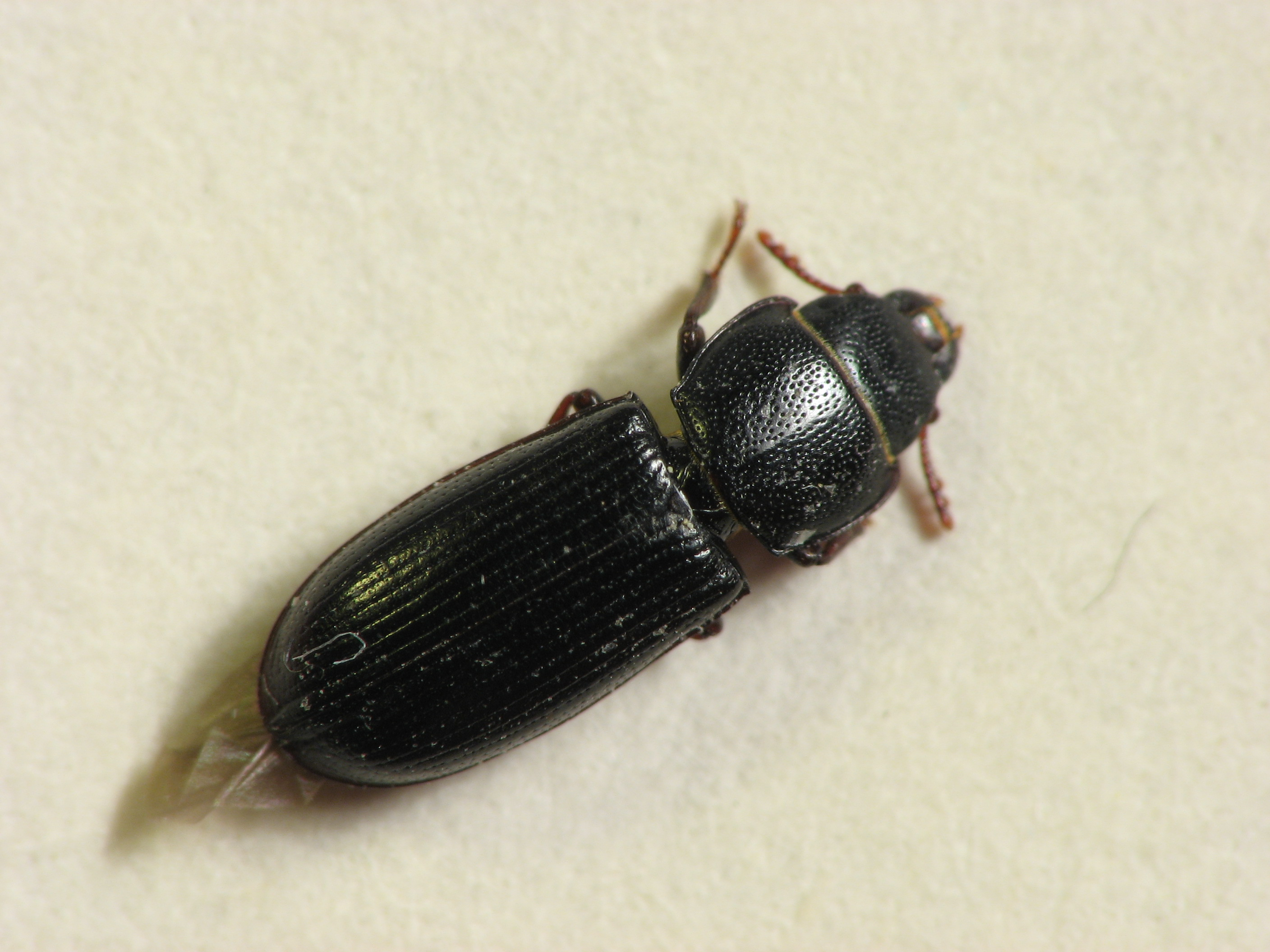
Tenebroides corticalis